# Slag bij Marston Moor

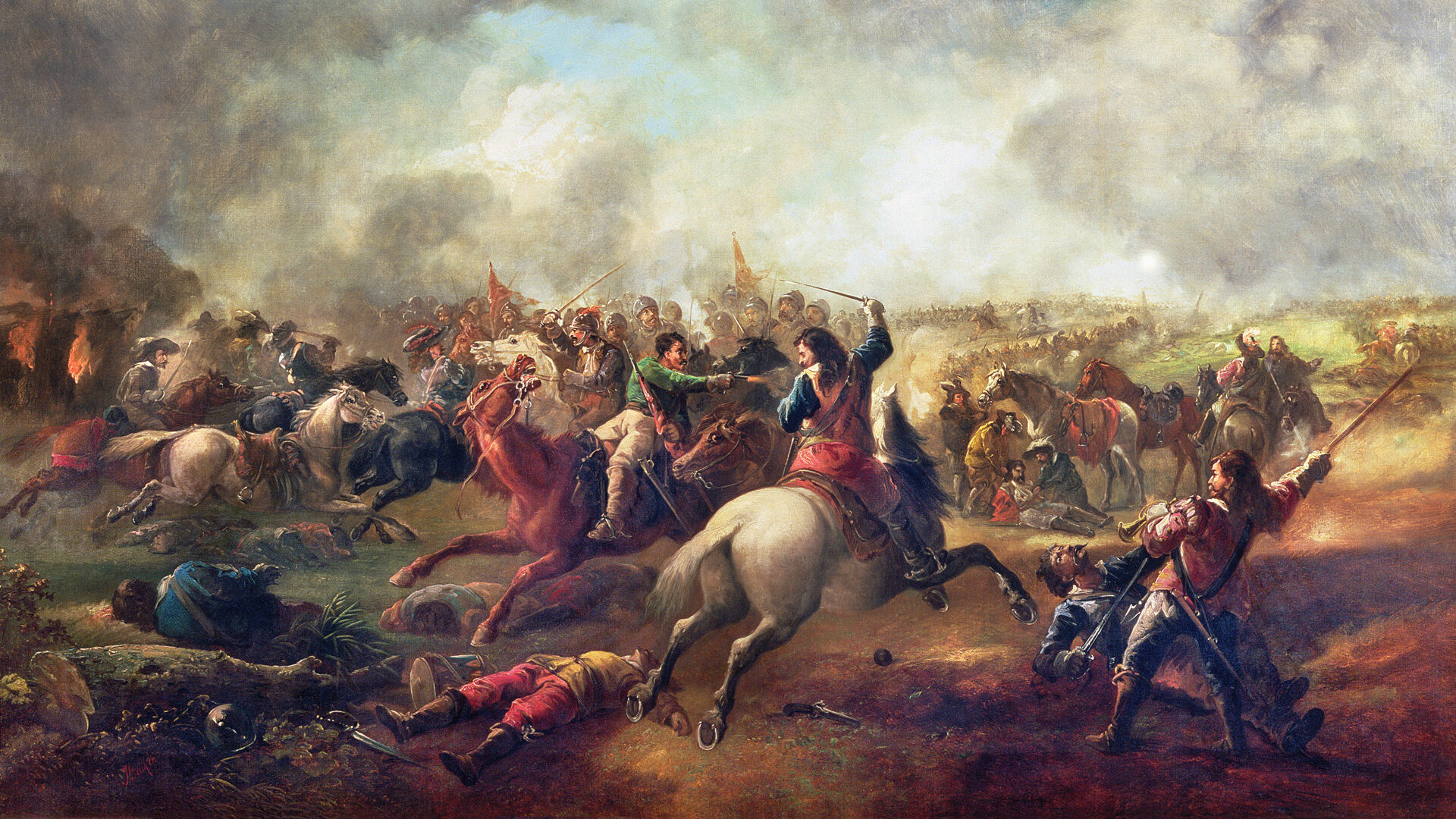
Slag bij Marston Moor

De Slag bij Marston Moor was een van de beslissende veldslagen in de Engelse Burgeroorlog.
De slag vond plaats op 2 juli 1644 bij Long Marston in North Yorkshire. De slag eindigde in een overwinning voor het Engelse Parlement, dat hierdoor de effectieve controle over Noord-Engeland verkreeg.